# Julio Moreno Ovalle
Julio Aurelio Moreno Ovalle (Salta, 26 de octubre de 1954) es un contador y político argentino se desempeñó como Diputado Provincial por la Provincia de Salta en representación del departamento de la Capital y también como Convencional Constituyente.

## Biografía
Julio Moreno  nació en 1954 y estudió para ser Contador Público Nacional en la Universidad Nacional de Salta recibiéndose en 1980.
Es parte del partido Ahora Patria referenciado en el empresario sojero Alfredo Olmedo. Es hermano de los gemelos Mario y Daniel Moreno Ovalle, el primero fue diputado y concejal  provincial por la capital y el segundo es el intendente de Vaqueros, sus hermanos militan en Memoria y Movilización Social un espacio político en las antípodas del pensamiento de Julio.
En el año 2015 fue el segundo suplente en la categoría de Diputado del Parlasur por detrás de Carlos Zapata y Romina Arroyo. En las elecciones generales no integró la lista debido a la mixtura de las mismas. En las provinciales de ese mismo año fue el cuarto candidato a diputado provincial en la lista de Salta nos Une encabezada por Alejandro San Millán.  Dicha candidatura se dio en el marco del frente Romero+Olmedo que buscaba la gobernación de Salta.
En el año 2017 cuando el diputado provincial Carlos Zapata decidió dar el salto y ser candidato a diputado nacional, Julio fue el candidato del partido de Olmedo, en ese momento Salta Somos Todos, en la categoría de diputados provinciales. En las PASO Moreno obtuvo un total de 13.848 votos que le sirvieron para estar habilitado de cara a las generales. En esas elecciones logró una banca legislativa tras sacar 21.207 votos y ser el cuarto candidato más votado por detrás de Bettina Romero, Isabel De Vita y Andrés Suriani.
En su momento fue presidente del bloque Cambiemos en la cámara baja provincial. Dicho bloque estaba compuesto por los diputados de Salta nos Une, el PRO y Salta Somos Todos. El bloque luego se rompió debido a las distintas posturas de sus miembros.Afirmó que "no creo que los jubilados no vayan a morir por no tomar un medicamento." 
En 2021 Moreno no buscó la reelección sino que fue el tercer candidato a convencional constituyente del frente Juntos por el Cambio + que llevaba como cabeza a Fernando Lardies. Lardies fue el segundo candidato más votado en la categoría por detrás de Guillermo Durand Cornejo asumiendo cómo constitucional.
En 2016n fue propuesto para ser vocal del tribunal de cuentas de la ciudad de Salta en representación de la oposición. Juró a dicho cargo el 4 de febrero de 2022. En mayo del mismo año junto a los otros vocales encontró una serie de inconsistencias en la tramitación de un bache sobre Avenida Discépolo. Dicha inconsistencia radicaba en el sobreprecio de 17 millones, una obra de 15 millones fue tasada por la subsecretaría de obras en 32 millones, finalmente se pagó el monto correcto pero se le inició un sumario administrativo al funcionario de Bettina Romero.[cita requerida]fue inoculada con la vacuna contra el COVID-19. Estas inoculaciones respondían a decisiones políticas y no sanitarias ya que Ovalle no tenía comorbilidades previas que la hiciesen merecedora de la vacuna. Figurando listado de quienes accedieron a las llamadas vacunas VIP por la gente y los medios, en ese listado se encontraba  junto a otras personas
En el año 2023 se presenta como precandidato a diputado nacional en segundo término por detrás de la concejal capitalina Emilia Orozco, dentro del frente La Libertad Avanza que llevaba a Javier Milei como presidente. En las elecciones PASO 2023 la lista tuvo grandes resultados, ganando con casi el 50% de los votos y confirmando así la candidatura nacional. El 18 de septiembre de 2023 renuncia a su cargo para dedicarse de lleno a la campaña electoral y evitando así las críticas del concejal y diputado electo José Gauffin que lo acusaba de ser poco ético por ser candidato estando en un cargo de control.
En las elecciones generales la dupla Orozco-Moreno se impuso nuevamente en la provincia y obtuvieron un total de dos bancas para el espacio resultando electos como diputados para el periodo 2023-2027. Julio juró como diputado el 7 de diciembre de 2023 Después de que el gobierno nacional eliminara las gratuidad de algunos fármacos a afiliados del PAMI, el legislador salteño aseguró que no cree que "los jubilados se mueran si no toman medicamentos" lo que generó repudios de diferentes sectores.